# متلازمة الشخص المنتهك
متلازمة الشخص المنتهك[بحاجة لمصدر] هي حالة بدنية ونفسية تم تصنيفها في الإصدار التاسع من التصنيف الدولي الإحصائي للأمراض باسم 995.81«متلازمة الشخص المنتهك». وهذه الحالة المرضية هي الأساس لحالة دفاع المرأة المنتهكة التي استعملت في حالات النساء اللاتي تعرضن للعنف البدني والنفسي ممن قتلن الأشخاص الذين قاموا بإيذائهن. وقد كان لينور ووكر أول من درس هذه الحالة بشكل موسع حيث استخدم نظرية العجز المكتسب لـمارتن سليجمان في تفسير سبب استمرار النساء اللاتي يتعرضن للعنف في مثل تلك العلاقات الزوجية المدمرة لها.

## التشخيص
يشير الإصدار التاسع من التصنيف الإحصائي الدولي للأمراض الرمز 995.81 إلى المتلازمة باعتبارها تشمل «متلازمة الشخص/الرجل/الزوج/الزوجة المنتهك» لتضم أي شخص يتسم بأوصاف بدنية معينة دون تحديد أوصاف نفسية ويندرج تحت المفهوم العام «للعنف البدني ضد البالغين» الذي يتم تصنيفه ضمن «الإصابة والتسمم». لا يقدم المرجع السريع للدليل التشخيصي والإحصائي الرابع (DSM-IV-TR) فئة تشخيصية مميزة لردود الفعل المترتبة على الانتهاك. ولكن يتم التعامل مع ردود فعل المرأة المنتهكة باختلاف أشكالها على أنها تشخيص منفصل مثل حالات اضطراب الكرب التالي للرضح أو الاكتئاب.

## دراسة الأعراض
عند ظهور متلازمة الشخص المنتهك في صورة اضطراب الكرب التالي للرضح، فإنها تتضمن هذه الأعراض: (أ) تجدد معايشة تجربة الانتهاك كما لو كانت تتكرر حتى في الوقت الذي لا تحدث فيه، و (ب) محاولات تجنب الأثر النفسي للانتهاك من خلال تجنب الأنشطة والأفراد والانفعالات، و (ج) فرط التيقظ أو الاحتراس، و (د) تمزق العلاقات الشخصية، و (هـ) تشوه الصورة الجسدية أو غير ذلك من المشكلات الجسدية، و (و) مشكلات جنسية وحميمية.
علاوة على ذلك، فإن تكرار التعرض للعنف ثم المصالحة مع المعتدي يمكن أن يؤدي إلى الاعتقادات والمواقف التالية:
- اعتقاد المتعرض للعنف أن العنف خطؤه أو خطؤها.
- فقد المتعرض للعنف للقدرة على تحديد المسؤول عن العنف في أماكن أخرى.
- خوف المتعرض للعنف على حياته و/أو حياة أطفاله (في حالة وجود أطفال).
- يتكوّن لدى المتعرض للعنف اعتقاد غير منطقي بأن الممارس للعنف موجود في كل مكان وعالم بكل شيء.

## المسببات
تظهر المتلازمة كرد فعل لحلقة ثلاثية المراحل تحدث في مواقف العنف الأسري؛ المرحلة الأولى هي التوتر الذي يظهر في العلاقة. والثانية؛ قيام الطرف الممارس للعنف بتفريغ التوتر من خلال ممارسة العنف مع لوم الضحية على التسبب في إحداث العنف، والمرحلة الثالثة هي إظهار الطرف المعتدي لعلامات الندم. وعلى الرغم من ذلك، فإن الشريك لا يجد حلولًا لتجنب مرحلة أخرى من تراكم التوتر وتفريغه ولذلك تتكرر حلقات العنف. ويؤدي تكرار العنف بالرغم من محاولة ممارس العنف «أن يبدو لطيفًا» إلى شعور الطرف المتعرض للعنف بالخطأ لعدم تمكنه من منع حدوث حلقة متكررة من العنف. ومع ذلك، ونظرًا لأن الضحية لا تكون مذنبة مع وجود دافع الحاجة إلى السيطرة لدى ممارس العنف، فإن لوم النفس يؤدي إلى الشعور بالعجز بدلًا من الشعور بالسلطة. ويؤدي الشعور بالمسؤولية عن العنف والعجز عن منعه بدوره إلى الكآبة والسلبية؛ فالكآبة والسلبية المكتسبان يجعلان من الصعب على الطرف المتعرض للعنف ترتيب الموارد ونظام الدعم الضروريين لإنهاء هذه العلاقة.
كذلك، قد تظهر أحاسيس الكآبة والسلبية نتيجة فقد الدعم الاجتماعي من خارج موقف ممارسة العنف. وقد اكتشفت الأبحاث التي قام بها جوندول وفيشر في الثمانينيات أن النساء في مواقف التعرض للعنف يزيد لديهن سلوك البحث عن المساعدة كلما زادت حدة ممارسة العنف. ومع ذلك، فإن محاولاتهن للبحث عن مساعدة تفشل غالبًا نتيجة عدم استجابة الأسرة الكبيرة وجهات تقديم الخدمات الاجتماعية. وفي إحدى الدراسات التي أجريت في عام 2002، اكتشف جندولف أن أكثر من نصف النساء لديهن آراء سلبية تجاه دور توفير الحماية والبرامج المخصصة للنساء المنتهكات وذلك نتيجة الخبرات السلبية التي تعرضن لها من خلال هذه البرامج.

## التاريخ القانوني
برزت متلازمة الشخص المنتهك للمرة الأولى في دائرة الاهتمام أثناء فترة السبعينيات عندما تم الاعتماد عليها كدفاع قانوني للنساء المنتهكات اللاتي تعمدن قتل أزواجهن. فقد اعتمد محامو الدفاع على المتلازمة لتفسير التعمد حيث قالوا إن: المرأة لم تتمكن من الانفصال عن العلاقة نتيجة للعجز، كما أنها كانت غير قادرة على رد العدوان عليها عند تعرضها للاعتداءات. وفي مواجهة هذا العنف، كانت الفكرة الوحيدة التي طرأت على ذهن المرأة لحماية نفسها وأولادها هي أن تتخلص من شريكها عندما يكون في موقف ضعف؛ على سبيل المثال عندما يكون نائمًا.
في السنوات الأخيرة، ثارت شكوك حول اعتبار متلازمة الشخص المنتهك دفاعًا قانونيًا بناء على العديد من الأسس. الأول: التغيرات القانونية في العديد من الولايات في الوقت الراهن جعلت من الممكن الاعتراف بالتعرض مرارًا للعنف في إثبات الوقائع أمام القضاء. الثاني: ليس كل الأفراد الذين يتعرضون للانتهاك يتصرفون بنفس الطريقة. ثالثًا: إنه دفاع يستند إلى علم الأمراض في حين أنه يوجد في الواقع أسباب منطقية تمامًا وراء تقييم الضحية أن حياتها أو حياة أطفالها كانت معرضة للخطر. على سبيل المثال؛ إذا ما كان يسبق الاعتداءات التي تعرض الحياة للخطر نظرة معينة في عين المعتدي في الماضي، فإنه يمكن أن يكون لدى المرأة سبب منطقي كي تعتقد أنه يمكن أن يتكرر حدوث اعتداء يهدد حياتها. رابعًا: لا يدعم احتمالية تعرض الشخص للعنف سوى أن اختيار المرء لارتكاب القتل يمكن أن يكون نتيجة أسباب أخرى غير التعرض للعنف المستمر - على سبيل المثال؛ الغيرة أو الحسد. خامسًا: تصور هذه المتلازمة الأشخاص الناجين من العنف الأسري دون غيرهم في صورة الضحايا بدلًا من اعتبارهم ناجين واسعي الحيلة.